# 大槻修
大槻 修（大槻 脩、おおつき おさむ、1933年1月12日 - ）は、日本の国文学者、甲南女子大学名誉教授。
京都府生まれ。1955年大阪大学文学部国文科卒、1970年同大学院博士課程満期退学、甲南女子大学助教授、教授。2003年定年となり、名誉教授。中古・中世の物語文学が専門。国文学者・大槻節子は最初の妻、田淵福子（1960-）が現在の妻・大槻福子。

## 著書
- 『在明の別の研究』大槻脩 桜楓社 1969
- 『あさぢが露の研究』大槻脩 桜楓社 1974
- 『評釈日本の古典文学 古典にみる愛のかたち』聖文社 1983
- 『王朝の姫君』世界思想社 1984
- 『中世王朝物語の研究』世界思想社 1993

### 共編著
- 『詳説日本文学史 改訂版』濱川勝彦共著 数研出版 1993
- 『中世王朝物語を学ぶ人のために』神野藤昭夫共編 世界思想社 1997

### 校注・訳など
- 『在明の別』校注・解説: 大槻脩 桜楓社 1970
- 『夜の寝覚』全5巻 大槻節子共校注 新典社 影印校注古典叢書 1976-83
- 『しのびね物語 蓬左文庫蔵』編 和泉書院 1978
- 『有明けの別れ ある男装の姫君の物語』訳・注 創英社 全対訳日本古典新書　1979
- 『甲南女子大本こわたの時雨』編 和泉書院影印叢刊 1981
- 『平安後期物語選』編 和泉書院 1983
- 『こわたの時雨 甲南女子大本 本文と索引』槻の木の会共編 和泉書院 1984
- 『堤中納言物語』校注・訳 ほるぷ出版 日本の文学 古典編 1986
- 『校本しのびね物語』槻の木の会共編 和泉書院 1989
- 『新日本古典文学大系 26 堤中納言物語・とりかへばや物語』校注 岩波書店 1992
- 『中世王朝物語全集 6 木幡の時雨』田淵福子共校訂・訳注 笠間書院 1997
- 『中世王朝物語全集 10 しのびね』田淵福子共校訂・訳註　笠間書院 1999
- 『堤中納言物語』校注 岩波文庫　2002
- 『中世王朝物語全集 20 我が身にたどる姫君 上』大槻福子共校訂・訳注 笠間書院 2009